# Catão, o Velho
Marco Pórcio Catão (234 – 149 a.C.; em latim: Marcus Porcius Cato) foi um político e escritor da gente Pórcia da República Romana eleito cônsul em 195 a.C. com Lúcio Valério Flaco. Ficou conhecido como Catão, o Velho, Catão, o Censor, Catão Sapiente e Catão Prisco para distingui-lo de seu bisneto, Marco Pórcio Catão, o Jovem.
Catão era de uma antiga família plebeia que havia se destacado no serviço militar, mas que ainda não havia conseguido desempenhar nenhuma função na magistratura política. Foi criado segundo as tradições de seus antepassados latinos e estudou a agricultura, atividade que desempenhava quando não estava em campanha. Apesar disso, Catão chamou a atenção de Lúcio Valério Flaco, que o levou até Roma e ajudou-o, com sua influência, a galgar os diversos degraus do cursus honorum: tribuno em 214 a.C., questor em 204 a.C., pretor em 198 a.C., cônsul em 195 a.C. (serviram juntos) e, finalmente, censor em 184 a.C..
Como censor, Catão se destacou por sua defesa conservadora das tradições romanas contra o luxo e a frivolidade da corrente helenística oriunda do contato cada vez maior de Roma com o oriente. Por conta disto, durante o seu mandato como censor, protagonizou um duro embate contra Cipião Africano, o herói da Segunda Guerra Púnica. Como político, Catão se destacou como o maior defensor e grande impulsionador da Terceira Guerra Púnica contra Cartago.
Em suas campanhas militares, Catão lutou contra os cartagineses na Segunda Guerra Púnica, entre 217 e 207 a.C., e participou da Batalha de Metauro, na qual Asdrúbal Barca foi morto. Como resultado destas batalhas, Roma anexou todos os territórios cartagineses na Península Ibérica e foi nomeado procônsul. Durante seu mandato, serviu na Hispânia Citerior, onde dirigiu uma campanha vingativa, eliminando os celtiberos insurgentes e tratando a população em geral com extrema dureza. Em 191 a.C., interveio, como tribuno militar, na guerra na Grécia contra o Império Selêucida de Antíoco III, o Grande, participando da Batalha de Termópilas (191 a.C.), que deu a vitória aos romanos.
É considerado o primeiro escritor importante a escrever prosa em latim e foi o primeiro autor de uma história da Itália nesta língua. Alguns historiadores argumentaram que, se não fosse pelo impacto provocado por suas obras, o grego teria substituído o latim como língua literária em Roma. Seu manual "De Agri Cultura" (também chamado de "De Re Rustica"), que significa "Sobre a Agricultura" ou "Das Coisas Rústicas", é a única obra sua a ter sobrevivido completa. Nela, entre muitos outros temas, está descrito o ritual da "suovetaurília".
Segundo Plutarco, Catão, o Velho, era loiro e de olhos azuis.

## Origem

### Gente Pórcia

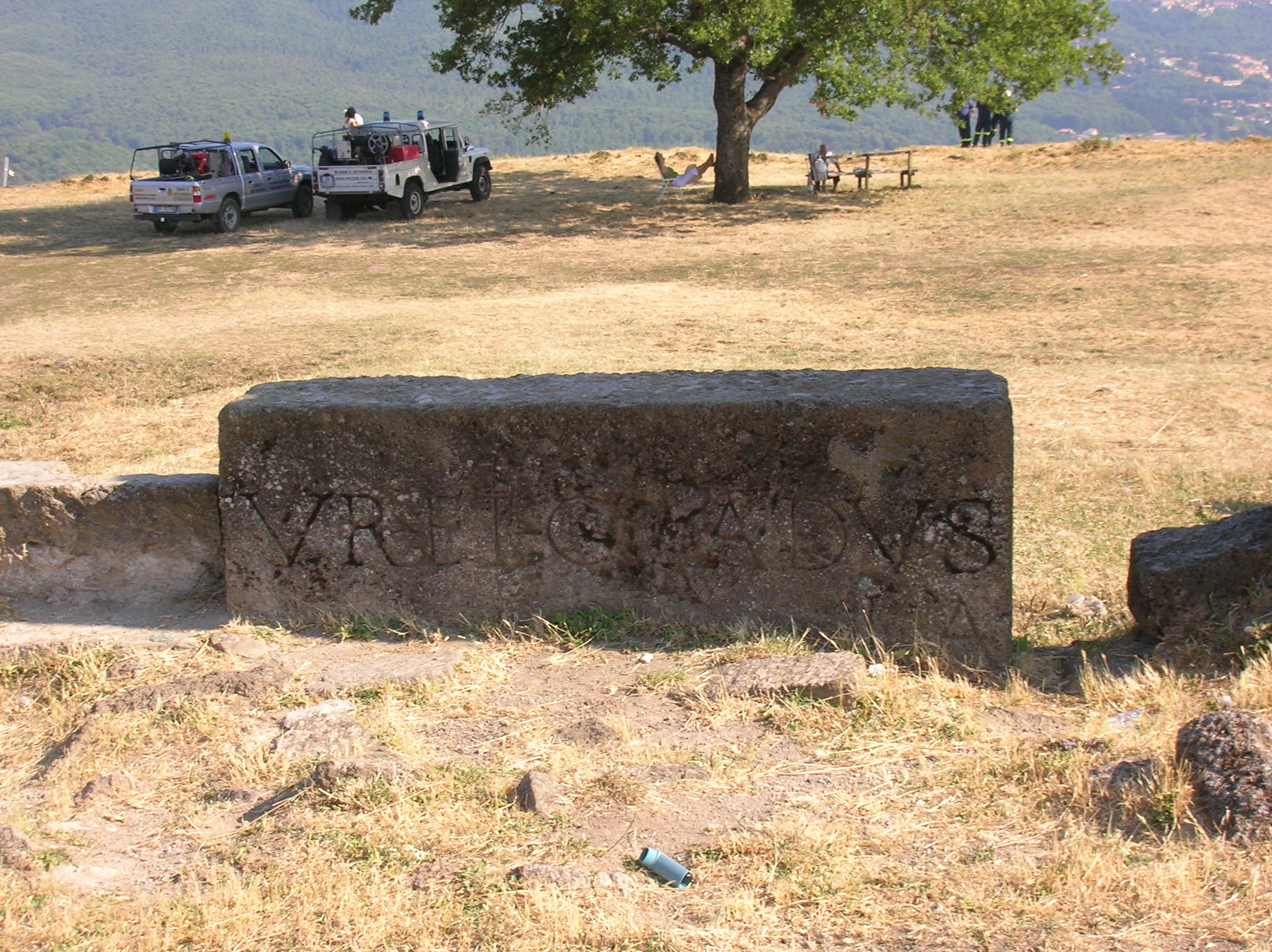
Inscrição romana em Túsculo, a terra natal de Catão e onde ele aprendeu a valorizar seu modo de vida rústico

Catão, o Velho, nasceu em 234 a.C., em Túsculo uma cidade do interior da Itália, anexada no Lácio onde seus antepassados viveram por muitas gerações. Seu pai havia conquistado uma grande reputação como soldado e seu bisavô havia chegou a receber uma recompensa do estado ao matar cinco soldados montados em uma batalha. Apesar disto, os integrantes da gente Pórcia jamais conseguiram obter um posto na magistratura romana. Quando começou sua carreira na capital, Catão foi considerado pelos patrícios como um homem novo; o sentimento de estar em uma posição injusta aliada à sua crença em sua própria superioridade em relação aos seus rivais políticos contribuíram para estimular ainda mais sua ambição.

### Cognome Catão
Os homens das três gerações imediatamente anteriores ao nascimento de Catão haviam recebido o nome de "Marco Pórcio" e, segundo Plutarco, Catão era conhecido originalmente como "Prisco" ("Priscus"); apesar disto, adotou posteriormente o cognome "Catão" ("Cato"). Mas é provável que seu epíteto mais comum fosse "Prisco" — utilizado para distingui-lo de seus sucessores, como o célebre Catão, o Uticense — já que não existem registros sobre qual teria sido a primeira ocasião na qual se utilizou o sobrenome Catão. Também é possível que ele tenha ganho o apelido durante a sua infância, como símbolo de distinção, pois as qualidades implícitas no significado deste cognome estavam resumidos no obsoleto título de "Sapiente" ("Sapiens"), como ele era conhecido em sua velhice e que foi transformado por Cícero em seu cognome "formal". Dotado de grande eloquência em suas dissertações e dotado de um grande estilo oratório, atualmente ele é mais conhecido como "Catão, o Velho" ou "Catão, o Censor".

### Ano de nascimento
Para determinar a data de nascimento de Catão, o Velho, é preciso considerar os registros que fazem referência à sua idade na data de sua morte, um acontecimento que se sabe com certeza ter ocorrido em 149 a.C.. Segundo a obra de Cícero, Catão teria nascido em 234 a.C., o ano anterior ao consulado de Fábio Máximo, e morreu com 85 anos de idade, durante o consulado de Lúcio Márcio Censorino (o cônsul que iniciou o cerco de Cartago) e Mânio Manílio. Plínio concorda com Cícero, apesar da da marcante tendência dos escritores clássicos de exagerarem a idade de Catão. Segundo Valério Máximo, Catão passou dois oitenta e seis anos, enquanto que Lívio e Plutarco defendem que ele teria mais de noventa anos quando morreu.
Plutarco rebate estas afirmações ao mencionar em sua obra uma frase atribuída a Catão; nela, o censor afirma que teria servido em sua primeira campanha com apenas dezessete anos, quando o comandante cartaginês Aníbal invadiu a Itália à frente de um enorme exército. Apesar disto, Plutarco não observou que esta afirmação de sua principal fonte, Lívio, estava incorreta ao tomar o décimo-sétimo ano de vida de Catão como sendo 222 a.C., vários anos antes da invasão de Aníbal. A frase reforça o cômputo de Cícero ao estabelecer o décimo-sétimo ano de Catão na data geralmente estabelecida para o início da Segunda Guerra Púnica (218 a.C.).

## Juventude

### Segunda Guerra Púnica

Situação no Mediterrâneo no início da Segunda Guerra Púnica. Catão participou ativamente desta campanha, lutando em Cápua, na Sicília e na África. Nesta época, ganhou a inimizade dos Cipiões

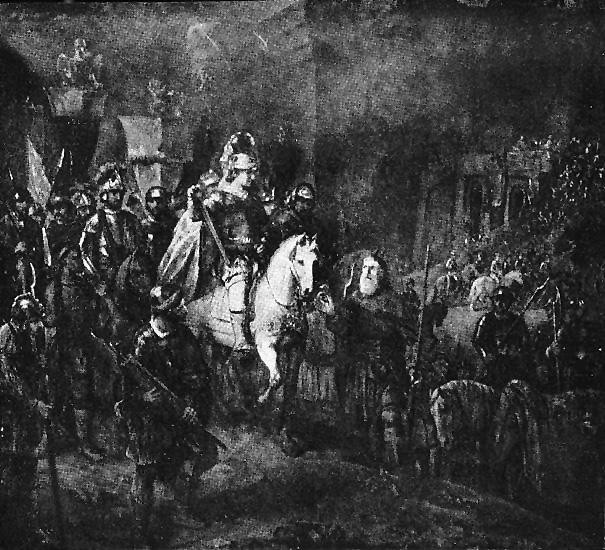
Fábio Máximo, um dos primeiros aliados e mentores de Catão

Quando Catão era ainda muito jovem, seu pai morreu e deixou como herança algumas propriedades no território dos sabinos, a pouca distância de sua terra natal. Ali Catão passou a maior parte da infância, treinando seu corpo através de rigorosos exercícios físicos, dirigindo as operações agrícolas de suas propriedades, aprendendo a cuidar dos negócios da família e estudando as regras da agricultura rural. Perto de suas terras existia uma modesta cabana onde morava, antes de seus três triunfos, Mânio Cúrio Dentato, cujas proezas no exército romano e cujo caráter reto e moralista ficaram na memória de todos os romanos. Dentato era muito admirado na região e suas realizações inspiraram Catão, então com 17 anos, decidiu imitá-lo em sua busca de alcançar a glória, alistando-se para combater os cartagineses durante a Segunda Guerra Púnica em 217 a.C.. Existem muitas discrepâncias tanto nas fontes antigas como nas modernas sobre o ano no qual Catão iniciou seus serviço militar. Em 214 a.C., Catão serviu em Cápua e o historiador Wilhelm Drumann teoriza que Catão teria, nesta época, vinte anos de idade, um mero tribuno militar. Fábio Máximo, que era o comandante em Cápua durante seu consulado, não tardou a perceber o valor de Catão e travou com ele uma amizade que duraria muitos anos. Ainda que Fábio continuamente afirmasse a Catão o quanto valorizava sua experiência militar, ele preferiu não revelar suas reais afinidades políticas com o objetivo de manter a seu lado o jovem Catão. No cerco de Taranto, em 209 a.C., Catão lutou novamente com Fábio e, dois anos depois, fez parte do seleto grupo que acompanhou o cônsul Caio Cláudio Nero da Lucânia até o norte da península Itálica, com o objetivo de reter o avanço de Asdrúbal Barca. Os escritores antigos contam que Catão contribuiu de forma decisiva para a vitória romana na Batalha de Metauro, na qual Asdrúbal foi morto. A notícia da morte do grande general, que era irmão de Aníbal, deixou-o numa situação desesperadora, especialmente depois que os romanos atiraram a cabeça decepada de Asdrúbal por cima da muralha do acampamento cartaginês.

### Período de paz
No período entre as duas campanhas, Catão voltou às suas terras na Sabínia, onde revelava frequentemente sua austeridade, vestindo-se e comportando-se da mesma forma que seus escravos. Os seus vizinhos o admiravam quando jovem, pelo seu modo de vida e por sua oratória concisa e articulada, escolhendo-o frequentemente para servir de árbitro em suas disputas ou para representá-los perante o estado, tarefas para as quais Catão estava sempre disposto a ajudar.
Por conta disto, a oratória de Catão foi melhorando: o jovem camponês ganhou confiança em si mesmo, aprendeu os modos utilizados pelos patrícios em suas disputas, aprendeu as leis romanas e empregou os princípios da justiça que havia aprendido mediando as disputas entre vizinhos para analisar a diversidade de comportamentos de seus concidadãos.

### Moral romana
Perto das terras de Catão estava as de Lúcio Valério Flaco, um jovem patrício membro da poderosa gente Valéria. Na sociedade romana da época estava ocorrendo uma transição entre os valores tradicionais da vida rústica, baseada havia muito tempo no Lácio (e, de forma geral, em toda a Itália), para valores mais ostensivos, procedentes da civilização helênica e oriental. A magistratura mais alta da política romana, o consulado, estava nas mãos de uma poucas famílias aristocráticas imensamente ricas. Estes patrícios, apesar de famosos por sua corruptibilidade, também eram populares entres os romanos por sua generosidade, modos elegantes, oratória refinada, conhecimentos artísticos e literários e, sobretudo, pela fama de seus antepassados. Os nobres menos favorecidos reagiram criando uma facção no Senado que defendia o retorno aos valores tradicionais herdados dos sabinos, um sinal da resistência e da robustez. Flaco, um membro desta facção conservadora, não pôde ignorar a energia e a moral de Catão, sua austeridade e padrão de vida, características às quais se somavam ainda a sua eloquência e talento militar. Os líderes da facção senatorial que promovia a transição para um modelo orientalizado eram da família dos Cipiões, com Cipião Africano à frente, Marco Cláudio Marcelo e Tito Quíncio Flaminino; a facção conservadora era liderada por Flaco, Fábio Máximo, Catão e seus aliados.

### Trajetória política
Flaco era um político muito perspicaz e esperava que emergissem jovens de valor para apoiarem sua facção, o que fez de Catão, com sua eloquência e espírito marcial, um possível candidato. Ele sabia que as virtudes da coragem e da capacidade de persuasão que Catão possuía eram muito valorizadas em Roma e que a única forma de ele conseguir alcançar as magistraturas mais elevadas era se destacando no Fórum Romano. Por isto, ele sugeriu ao jovem camponês que dirigisse suas ambições para o campo político, assessorando-o sempre que possível. Flaco convidou Catão até sua casa em Roma e ratificou seu apoio político, fazendo com que o jovem começasse a se destacar por suas próprias habilidades na audiência do Fórum, o que fez de Catão um candidato mais do que viável para uma magistratura.

## Princípio da carreira militar e política

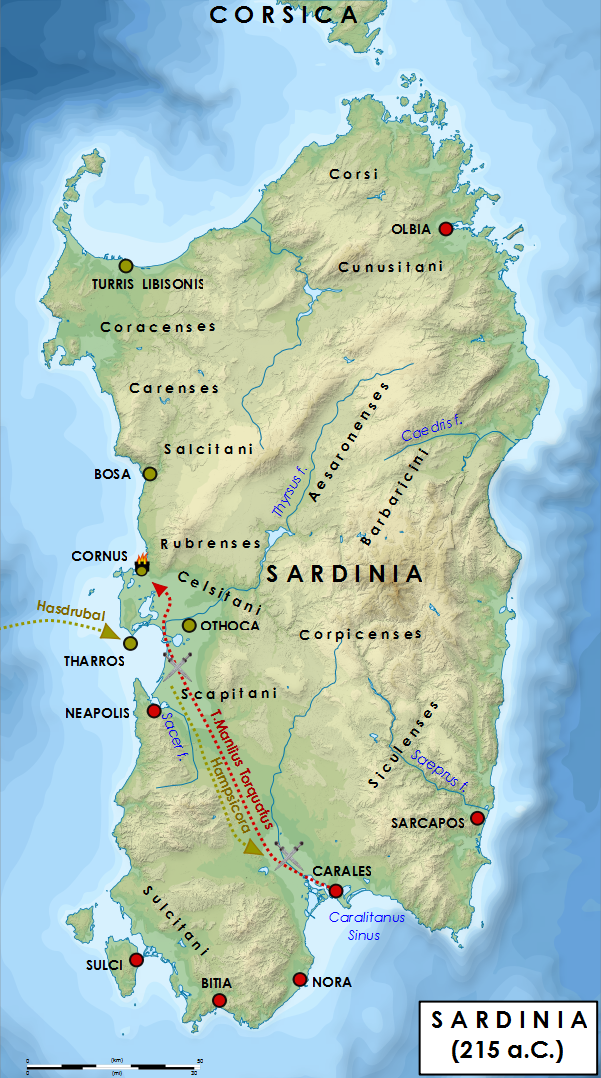
Sardenha, a província onde Catão serviu como pretor e, segundo alguns autores, aprendeu grego com a ajuda de Quinto Ênio

### Questor
Em 205 a.C., Catão foi nomeado questor e, no ano seguinte, começou a desempenhar suas funções, marchando com Cipião Africano até a Sicília. Quando Cipião conseguiu, apesar da forte oposição do Senado, obter a autorização para cruzar para o norte da África, Catão e Caio Lélio foram nomeados para escoltar a frota de transporte. A relação entre Catão e Cipião não revelava simpatia alguma e não existia cooperação entre o procônsul e o questor, já que, quando Cipião pediu ao Senado a permissão para levar suas tropas para África para atacar os cartagineses em seu próprio território, Fábio Máximo — o antigo general de Catão — se opôs e Catão, cuja nomeação tinha por objetivo vigiar as ações de Cipião, aprovou os pontos de vista de seu antigo comandante.
Segundo Plutarco, o relaxamento da disciplina entre as tropas de Cipião e os pesados custos provocados pelo general irritaram o austero Catão, o que provocou uma famosa resposta de Cipião: "Eu conto as vitórias e não o dinheiro!". Depois desta discussão, Catão renunciou ao seu posto e voltou ao Senado, queixando-se formalmente dos gastos exorbitantes do general. Perante esta petição, secundada por Fábio Máximo, uma delegação foi enviada para investigar os gastos de Cipião na Sicília. Os integrantes não encontraram provas de abuso pelo general. A versão de Lívio difere da de Plutarco e assegura que as queixas de Catão eram motivadas por incompatibilidades ideológicas com seu comandante. Se a versão de Lívio for a correta, a delegação foi enviada para tratar das queixas dos habitantes de Locri, que haviam sofrido muito sob o comando de um legado de Cipião, Quinto Plemínio. Lívio nada diz sobre uma possível ingerência de Catão sobre o tema, apesar de mencionar a amargura revelada pelo jovem questor em sua queixa ao seu aliado, Fábio Máximo, de como Cipião havia corrompido a disciplina militar e sua marcha ilegal a partir da Sicília para tomar Locri.
O autor de uma breve versão sobre a vida de Catão, cuja identidade é geralmente atribuída a Cornélio Nepos, afirma que Catão, depois do regresso da África, fez uma parada na Sardenha e embarcou em seu navio o poeta Quinto Ênio. Porém, é muito mais provável que o primeiro contato entre o poeta latino e o senador tenha ocorrido quanto este foi pretor da Sardenha.

### Edilato (199 a.C.) e pretorado (198 a.C.)
Em 199 a.C. Catão foi eleito edil curul. Com seu colega Hélvio restaurou os jogos plebeus e autorizou que fosse celebrado um banquete em homenagem a Júpiter. Foi eleito pretor em 198 a.C. e recebeu a Sardenha como província, para onde partiu à frente de uma força de 3 000 soldados de infantaria e 200 cavaleiros. Ali, Catão teve sua primeira oportunidade de demonstrar ao mundo suas crenças sobre a obrigação de uma estrita moral pública. Ele reduziu os custos das operações navais, viajou por toda a província na companhia de um único assistente e revelou o forte contraste entre seu modo de vida austero e a suntuosidade com a qual viviam os magistrados provinciais de status ordinário. Os ritos religiosos se celebraram com uma razoável economia, a justiça foi administrada com razoável imparcialidade, a usura foi perseguida com grande severidade e os culpados foram desterrados. A Sardenha havia permanecido em paz por um longo período, mas se acreditarmos a improvável e carente de fontes versão de Aurélio Vítor, Catão teria subjugado uma revolta na ilha durante seu mandato.

## Consulado (195 a.C.) e proconsulado (194–193 a.C.)

### Lex Oppia
Em 195 a.C., Catão foi eleito cônsul com seu amigo de longa data e patrono, Lúcio Valério Flaco, que apresentou Catão à sua futura esposa, Licínia, com que ele se casou aos trinta e nove anos de idade. Durante seu consulado dos dois irrompeu uma grande disputa legal que revelou os arraigados ideais conservadores do cônsul. Em 215 a.C., no auge da Segunda Guerra Púnica, um tribuno da plebe chamado Caio Ópio havia aprovado uma lei chamada Lex Oppia. O objetivo dela era restringir o luxo desmesurado das mulheres romanas instaurando uma série de proibições, entre elas a de vestir jóias de valor superior a uma onça de ouro, a utilização de vestidos multicoloridos e a utilização de veículos para deslocamentos curtos, de menos de uma milha, exceto para comparecer a atos religiosos. Com Aníbal derrotado e a economia da República novamente próspera, principalmente graças à incorporação dos tesouros cartagineses, não havia necessidade de se continuar seguindo a Lex Oppia. Por isso, os tribunos Marco Fundânio e Lúcio Valério tentaram derrogar a lei, mas foram combatidos por seus colegas Marco Júnio Bruto e Tito Júnio Bruto. Curiosamente, esta disputa legislativa gerou mais interesse que os assuntos administrativos e estatais, que ficaram em segundo plano. As mulheres de meia idade se postaram no Fórum e interpelavam seus maridos, suplicando-lhes que ajudassem a restaurar os direitos das mulheres romanas. Cada vez mais decididas, as matronas imploraram aos pretores, cônsules e consulares que derrogassem a lei, pressionando de tal modo o Senado que Flaco começou a ter dúvidas, mas Catão se mostrou inflexível e proferiu um grosseiro discurso cujo teor foi preservado por Lívio. Mas, no fim, as mulheres conseguiram o que queriam, Cansados da persistência das matronas, os tribunos que se opunham retiraram seus vetos e a odiada lei foi derrogada por todas as tribos. As mulheres, para celebrar a vitória, desfilaram em procissão pelas ruas da capital ostentando as mais voluptuosas jóias e vestidos que possuíam, finalmente liberados,
Este espinhoso assunto não provocou grandes danos à imagem de Catão, apesar de sua ferrenha oposição. Assim que terminou o seu mandato, Catão foi nomeado procônsul da Hispânia Citerior.

### Hispânia Citerior

Hispânia em. Catão serviu na região como cônsul e procônsul durante a Revolta Ibera

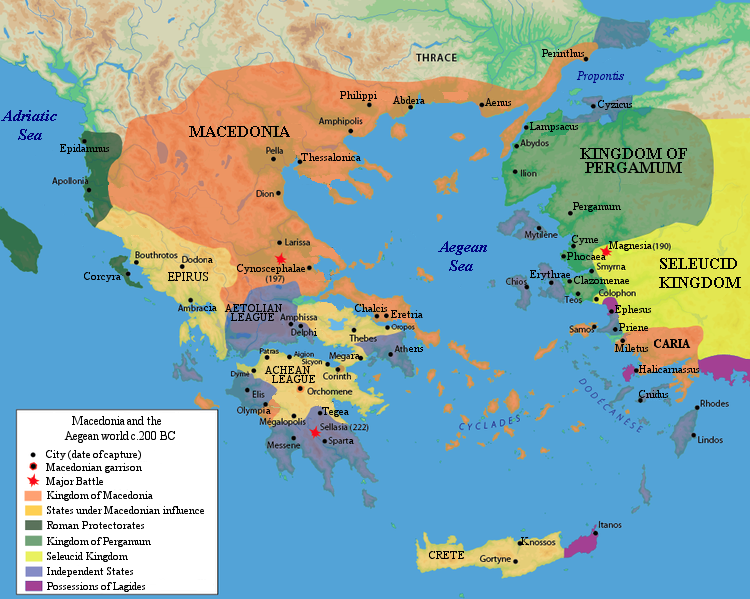
Grécia e regiões vizinhas em. Catão serviu na região como legado durante a Guerra romano-síria contra

Durante a sua campanha na Hispânia, Catão se comportou de acordo com sua reputação de trabalhador incansável e constantemente alerta. Viveu em função de seus ideais estoicos, da forma mais sóbria possível e compartilhando tanto as tarefas como os suprimentos de seus soldados rasos e, sempre que possível, supervisionava pessoalmente as tarefas de seus subordinados. Catão dirigia suas tropas de forma dinâmica e hábil, sem revelar negligência na direção ou em suas táticas. Os movimentos do exército de Catão eram cuidadosamente controlados para ajustarem-se às estratégias dos demais generais romanos na região. Apesar de ser um general jovem e talentoso, Catão mostrou uma rara humildade ao elaborar suas estratégias seguindo os conselhos de suas principais lideranças. Catão semeou a discórdia entre as tribos hispânicas e, aproveitando-se de suas fragilidades, chegou inclusive a empregar algumas delas contra outras na forma de mercenários.
Os detalhes desta campanha foram compilados pelo historiador Lívio e são ilustrados pelos episódios anedóticos de Plutarco. Ambos contam sobre o horror que caracterizou as operações militares realizadas durante o conflito e a rapidez e falta de clemência com que Catão subjugou os insurgentes hispânicos. Segundo os autores clássicos, muitas delas, depois de rendidas, foram ou executadas pela traição ou massacradas em saques.

### Triunfo
Depois de sufocar os revoltosos no território localizado entre o Ebro e os Pirenéus, Catão voltou a sua atenção para a administração da província. Durante seu governo, as rendas aumentaram, especialmente por causa da exploração das minas situadas na porção norte da Península Ibérica. Graças aos seus sucessos, o Senado Romano decretou três dias de "ação de graças" ao glorioso general. No final de 194 a.C., Catão voltou para Roma e o Senado votou a favor da celebração de um triunfo, no qual Catão exibiu uma quantidade extraordinária de ouro, prata e latão. Durante a distribuição do butim, Catão se mostrou muito mais liberal do que suas próprias forças esperavam dele.

### Fim de seu consulado
Aparentemente o regresso de Catão ocorreu antes do previsto por que seu inimigo, Cipião Africano, que era o cônsul, desejava retirar-lhe o comando da província. Há uma certa divergência entre os relatos de Cornélio Nepos e Plutarco neste ponto: o primeiro afirma que Cipião não conseguiu tomar posse da província e que, irritado, resolveu permanecer em Roma até o final de seu consulado. Plutarco, por outro lado, afirma que Cipião conseguiu obter a província do rival, mas não conseguiu aprovar uma moção de censura contra ele e que, por isto, permaneceu durante seu proconsulado em Roma. As obras consultadas por Lívio afirmam que Sexto Digítio foi nomeado governador da Hispânia Citerior. É provável que Plutarco tenha se equivocado neste ponto, pois, neste mesmo ano, Cipião Násica foi nomeado governador da Hispânia Ulterior.
Catão tentou, aparentemente, demonstrar, usando sua eloquência, a veracidade das contas financeiras de sua província com o objetivo de contestar os ataques proferidos contra sua pessoa durante seu consulado, mas sem sucesso. Existem fragmentos de alguns de seus discursos que dão testemunho da força de seus argumentos.
Plutarco afirma que, depois de seu consulado, Catão acompanhou Tibério Semprônio Longo até a Trácia como legado, mas é possível que seja um erro, já que, em 193 a.C., este mesmo Tibério Semprônio Longo foi nomeado governador da Gália Cisalpina. Neste ano, Catão financiou a construção de um pequeno templo em homenagem a "Victoria Virgo", que ele próprio havia jurado dois anos antes, outro motivo pelo qual parece ser muito improvável que ele tenha servido como legado na Macedônia.

## Fim da carreira militar

### Batalha de Termópilas
Apesar de não ser mais tão jovem, a carreira militar de Catão ainda não havia terminado. Em 191 a.C., ele foi nomeado tribuno militar pelo cônsul Mânio Acílio Glabrião, com o qual seguiu para a Grécia para enfrentar Antíoco III, o imperador selêucida.
Na decisiva Batalha de Termópilas, que não deve ser confundida com a famosa batalha do mesmo nome travada durante as Guerras Médicas, que marcou o começo do fim de Antíoco, Catão provou seu grande valor. Em uma ousada invasão ao território inimigo, o exército romano eliminou seus inimigos da Liga Etólia que estavam no ponto mais alto do monte Eta, e, rapidamente desceu em direção ao acampamento inimigo, provocando grande terror e forçando a retirada dos selêucidas da Grécia. Depois desta perigosa estratégia, Catão tornou-se muito popular entre as tropas, que atribuíram-lhe todo o mérito pela vitória. Em seguida, no período entre a perseguição de Antíoco e a pacificação do território grego, Catão foi enviado até Roma por Glabrião para comunicar a notícia da vitória. Ele fez a viagem muito rapidamente e chegou à capital antes de Cipião Asiático, que havia partido antes que ele.

### Visita a Atenas

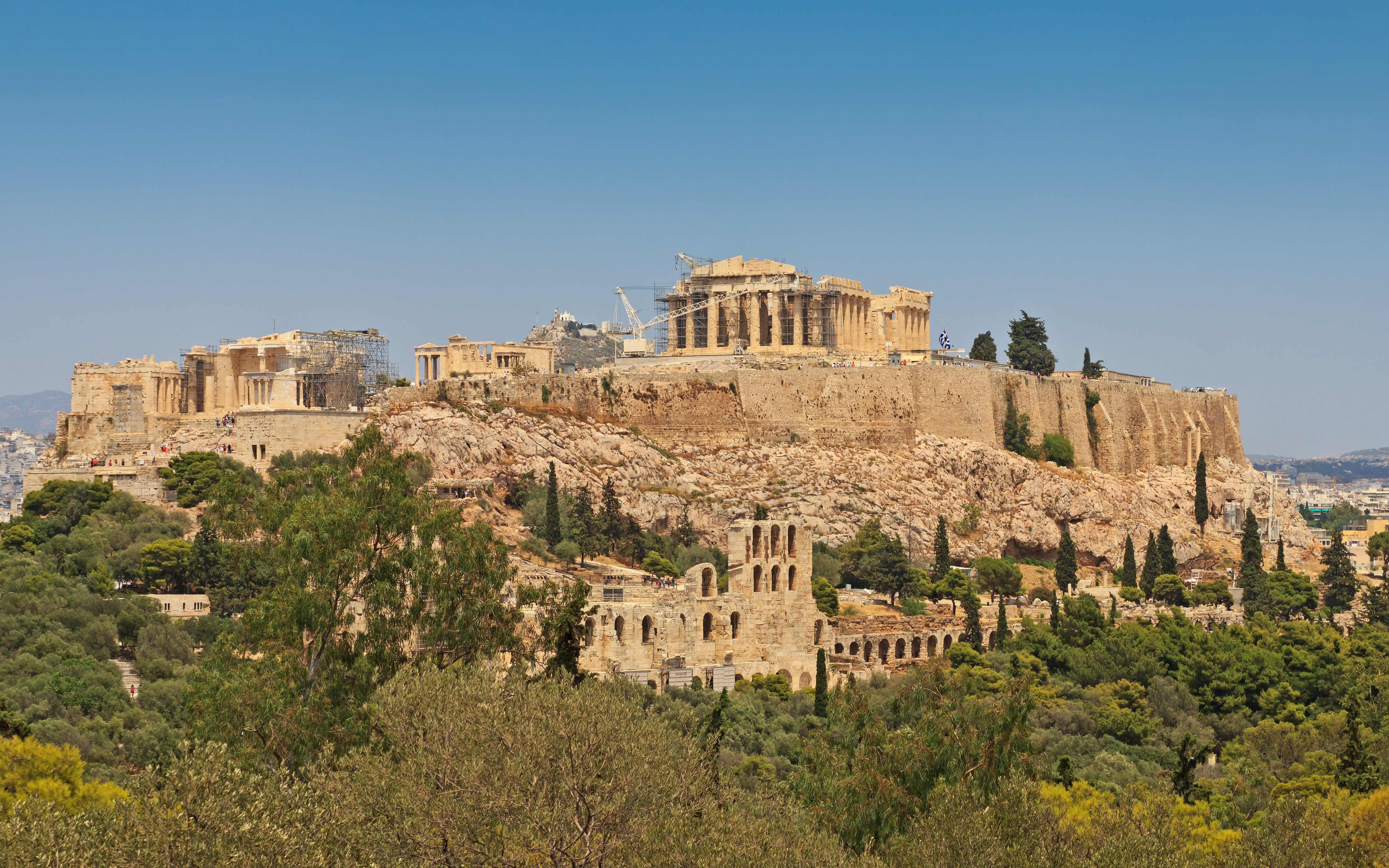
Acrópole de Atenas. Catão esteve na cidade, apesar de seu desprezo pela cultura grega

Segundo Plutarco, durante a campanha na Grécia sob o comando de Glabrião, depois de Termópilas, Catão foi enviado para proteger os territórios de Corinto, Patras e Égio, com o objetivo de impedir que elas se bandeassem para o lado de Antíoco. Foi então que Catão visitou Atenas para impedir que os atenienses escutassem as propostas do imperador selêucida e proferiu um discurso para a população local em latim. É bastante provável que Catão tivesse conhecimentos básicos de grego, já que, segundo Plutarco, Catão estudou este idioma durante a juventude em Tarento, onde ficou amigo do filósofo grego Nearco. Segundo Aurélio Vítor, durante o pretorado de Catão na Sardenha, Quinto Ênio lhe deu aulas de grego. Independente disto, já se conhecia na época o desdém de Catão pelo mundo helênico. É provável ainda que ele tenha feito seu discurso em latim por que era um dever dos magistrados romanos fazê-lo, pois reforçava a dignidade da República.

## Censorado
Catão foi eleito censor em 184 a.C. junto com seu antigo patrocinador, Lúcio Valério Flaco. Com uma já bem estabelecida reputação como soldado, Catão preferiu servir à República, esmiuçando a conduta dos candidatos aos cargos públicos e dos generais em campo de batalha. Ainda que não tenha se envolvido pessoalmente na perseguição contra os Cipiões (os irmãos Cipião Africano e Cipião Asiático) por corrupção, foi por sua iniciativa que se inflamou os ataques políticos contra eles. Cipião Africano foi absolvido por aclamação depois de recusar-se a se defender das acusações. Apesar disso, o escândalo das acusações acabou com a vida pública de Africano, que se retirou para sua villa em Literno.
Apesar de tudo, Catão tinha em suas mãos uma tarefa ainda mais séria, já que ele era contra à expansão da nova cultura helênica que ameaçava destruir a rude simplicidade do modo de vida romano. Ele considerava esta resistência à invasão cultural como sua missão de vida e exibiu esta determinação com mais firmeza durante seu censorado, razão pela qual receberia depois o epíteto de "o Censor". Catão revisou com severidade inusitada as listas de senadores e cavaleiros, expulsando da sociedade romana todos os que ele não considerava merecedores, seja por motivos morais ou pela ambição desmedida dos punidos. A expulsão de Lúcio Quíncio Flaminino por crueldade foi um exemplo de sua rígida interpretação da justiça.
Suas imposições com relação ao luxo ostensivo foram muito severas. Ele impôs um pesado imposto sobre vestidos e adornos pessoais, especialmente os femininos, e sobre os escravos jovens comprados para serem "favoritos". Em 181 a.C. Catão apoiou a Lex Orchia (segundo algumas fontes, ele primeiro se opôs à sua introdução e, depois, à sua abolição), que prescrevia um limite ao número de hóspedes em uma hospedagem e, em 169 a.C., promoveu a Lex Voconia, que, entre outras questões, continha uma norma que pretendia revisar a acumulação desproporcionada de riquezas nas mãos de uma mulher.
Além disso, Catão reparou os aquedutos de Roma, limpou os esgotos, coibiu o uso privado das águas públicas, ordenou a demolição de casas que estreitavam as vias públicas e construiu a primeira basílica no Fórum Romano, perto da Cúria Hostília, chamada Basílica Pórcia. Catão aumentou também o valor a ser pago pelos publicanos pelo direito de arrecadação de impostos e, ao mesmo tempo, diminuiu o preço dos contratos para a construção de obras públicas.

## Anos finais
De seu período como censor (184 a.C.) até a sua morte (149 a.C.), Catão não ocupou nenhum cargo público, mas continuou se destacando como um dos mais proeminentes Senadores como um persistente adversário das novidades orientais. Assim como muitos outros romanos da época, tinha horror da licenciosidade dos mistérios bacanais e exigiu a expulsão dos filósofos gregos (Carnéades, Diógenes da Babilônia e Critolao), que haviam chegado à cidade como embaixadores de Atenas, por causa da natureza perigosa de seus pontos de vista.
Além disso, Catão detestava médicos, que eram na sua maioria gregos. Articulou também a libertação do historiador Políbio e seus companheiros prisioneiros, perguntando jocosamente aos senadores se não tinham nada melhor para fazer além de discutir se uns poucos gregos deveriam morrer em Roma ou na Grécia. Não conheceu a literatura grega antes dos oitenta anos, apesar de alguns estudiosos de suas obras defenderem que ele deve ter conhecido as obras durante a sua vida.

### Delenda est Carthago
A sua última atividade pública foi inflamar seus compatriotas sobre a necessidade de iniciar o quanto antes a Terceira Guerra Púnica e a destruição total de Cartago. Em 157 a.C. foi um dos emissários enviados até Cartago para arbitrar entre os cartagineses e Massinissa, rei da Numídia. A missão não teve sucesso e os emissários voltara para casa, mas Catão ficou tão impressionado com a prosperidade cartaginesa que se convenceu de que a segurança da República dependia da aniquilação de Cartago. Naquela época, durante as sessões do Senado e fora delas, repetia quase que como um mantra: "Ceterum censeo Carthaginem esse delendam"» (que significa "Além disso, acredito que Cartago deve ser destruída"). Esta frase o imortalizou para a história.

## Vida doméstica
Para Catão, a vida privada foi uma contínua disciplina, e a pública, a disciplina da maioria. Ele considerava o pater familias como o germen da família e esta como o gérmen do Estado. Apesar do pouco tempo que dispunha, realizava uma quantidade imensa de trabalho, exigindo a mesma atitude de seus familiares, o que deu-lhe a imagem de esposo duro, pai rígido e um amo severo e cruel de seus escravos. Aparentemente, tratava de maneira praticamente idêntica seus parentes e seus escravos e só o orgulho o levou a despender mais tempo com seus filhos, Marco Pórcio Catão Liciniano e Marco Pórcio Catão Saloniano.
Nada havia no comportamento de Catão que pudesse lhe valer uma censura de seus compatriotas, que o viam como exemplo da forma de vida romana tradicional. Numa passagem na qual Lívio descreve o caráter de Catão, não há uma só palavra de crítica, nem mesmo para sua rígida disciplina doméstica.
Durante toda a sua vida, Catão manteve o espírito rural que recebeu de seus pais na mais tenra idade. Ele se casou com uma patrícia romana da gente Licínia. Com sua primeira esposa, teve apenas um filho, que ficou conhecido como Marco Pórcio Catão Liciniano para diferenciá-lo de seu irmão. Em seu primogênito, Catão inculcou os mesmos valores tradicionais. Liciniano foi um homem de grande valor, muito inteligente, brilhante jurista, político sagaz e um grande soldado.
Apesar disto, a morte de sua primeira esposa, a inegável moralidade de Catão foi arranhada quando ele, apesar de já estar em idade avançada, tomou uma nova esposa entre suas escravas em idade fértil. A eleita por Catão foi uma jovem muito bela chamada Salônia que lhe deu um filho chamado Marco Pórcio Catão Saloniano. Catão Liciniano desprezou o pai por isso e se separou dele.
A inimizade entre os dois ramos da família de Catão se acentuou depois da morte do patriarca. Apesar de, em tese, o ramo que tinha maior facilidade para fazer história, graças principalmente ao maior poder econômico e influência política, era o dos Licinianos, o mais conhecido foi o dos Salonianos, graças a um ilustre descendente, Catão, o Jovem.

## Obras de Catão
Catão não ficou famoso apenas por sua importância política e feitos militares, mas também por sua habilidade como escritor. Foi também historiador credita-se a ele o primeiro escritor de relevo de prosa em latim e o primeiro autor de uma história da Itália em latim. Alguns historiadores argumentaram que, não fosse pelo impacto que provocaram as obras de Catão, o grego teria substituído o latim como língua literária em Roma. Catão é um dos poucos autores nativos da literatura latina que podiam afirmar que este idioma era sua língua materna.
- Seu manual sobre se deve dirigir uma propriedade rural ("De Agri Cultura" ou "Sobre a Agricultura"), é a única de suas obras a ter sobrevivido completa. Escrito por volta de 160 a.C.[11], De Agri Cultura compila as normas e regras sobre a criação e gestão de propriedades rurais, incluindo anedotas sobre como era a vida rural dos camponeses itálicos do século II a.C.. Adotado por muitos como livro texto, De Agri Cultura ensinava como gerir uma grande fazenda, com muitos escravos. Catão aconselha os fazendeiros na aquisição dos trabalhadores para a colheita de azeitonas,[38] além de ensinar uma técnica de turnos para o descanso dos escravos que evitavam o cansaço extremo de alguns, o que provocaria uma queda na produção. Catão defende na obra que era necessário vender os escravos quando eles envelheciam ou ficavam doentes.[39] Catão proporcionou aos fazendeiros interessados por sua obra uma série de discursos que são citados por diversos outros autores latinos.[40]
- A obra que provavelmente é a mais importante de Catão, "Orígenes", oferece, em um pequeno compêndio de sete livros, uma visão da história antiga das cidades italianas, especialmente Roma, sobre a qual escreve desde a época da fundação até seus dias. Apesar de ter se perdido, diversos fragmentos sobreviveram graças nas citações dos antigos autores.[41]
- Durante o Império Romano, havia ainda uns 150 discursos políticos de Catão, nos quais ele proclamava sua repulsa à decadência da moral romana e se vingava verbalmente de seus adversários políticos. Atualmente, não sabemos sequer os títulos destes discursos, apesar de serem conhecidos alguns fragmentos de alguns. O primeiro para o qual se pode estabelecer uma data concreta é uma obra conhecida como "Sobre a Eleição dos Edis", escrita em 202 a.C.. Existe ainda uma obra que contempla uma série de discursos da época de seu consulado em diante seguidos de uma retrospectiva auto-justificada chamada "Sobre seu Consulado", que recompila diversos discursos da época de seu censorado também. Não se sabe se Catão permitia que outros lessem ou copiassem seus discursos enquanto estava vivo. Também não se sabe como e de que forma eles circularam depois de sua morte.[42]

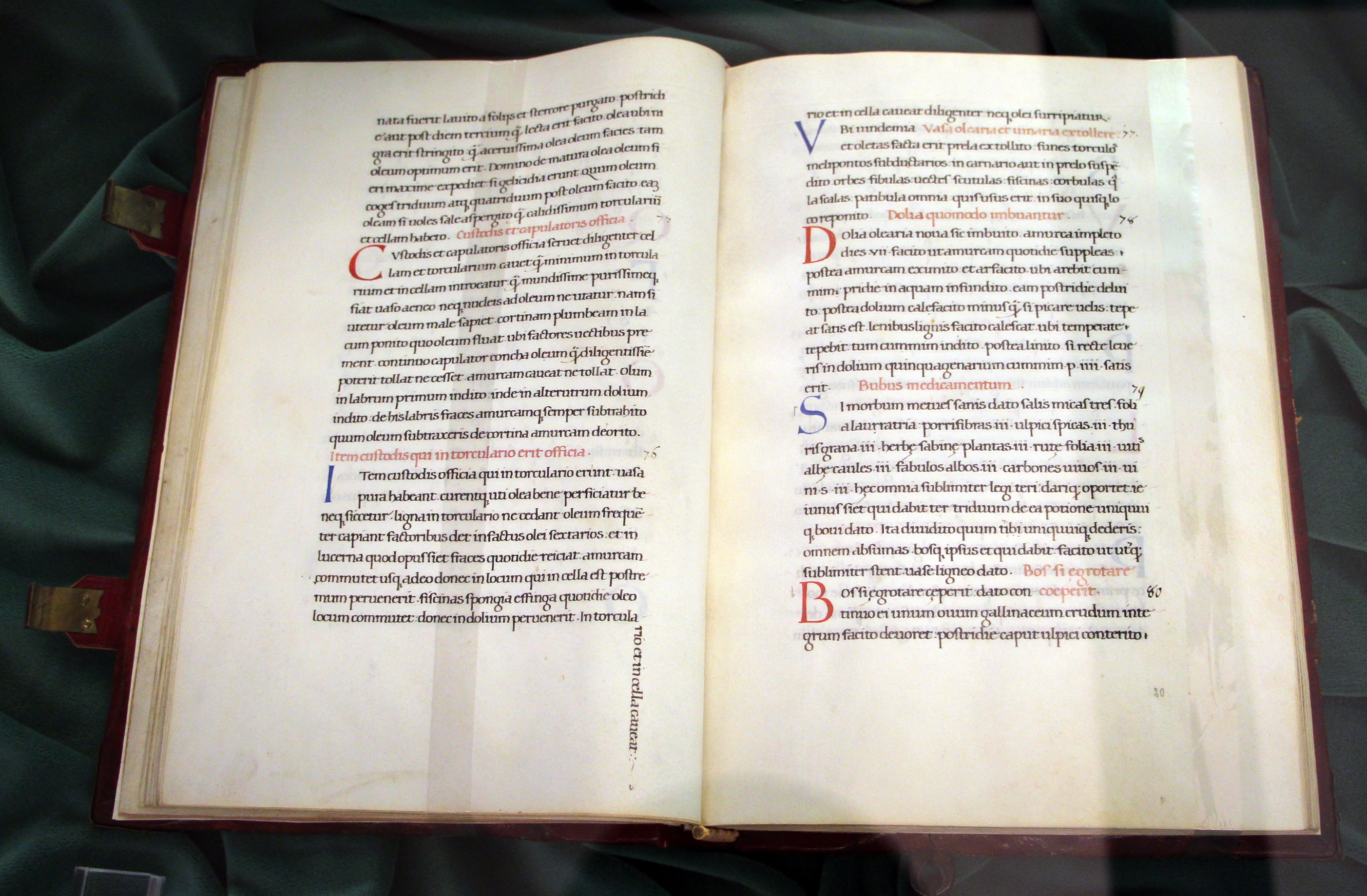
Manuscrito de De Agri Cultura, a única obra de Catão a sobreviver completamente

- "Sobre os Soldados" é um manual militar prático comparável a "De Agri Cultura".[43]
- "Sobre a Lei Relativa a Sacerdotes e Áugures" é uma obra da qual se conhece apenas um pequeno fragmento, reminiscente de "De Agri Cultura". O estilo literário de Catão é praticamente invariável em suas obras e quase todas têm a mesma estrutura.[44]
- "Praecepta ad Filium", '"Máximas ao Filho",[45] obra da qual se conhece apenas este trecho, citado por Plínio[46]:

| “ | Em seu devido tempo, Marco, filho meu, te explicarei o que encontrei em Atenas sobre o mundo grego e demonstrarei que vantagens podem residir em seus escritos (apesar de não devermos levá-los muito a sério). São um povo rebelde e sem valor. Toma isto como uma profecia: quando os gregos nos entregarem suas obras, nosso mundo se corromperá e pelo mesmo motivo se enviam seus médicos para cá. Juraram matar todos os bárbaros com seus remédios e cobram recompensas por fazê-lo para que possam trabalhar de forma mais eficiente. Os gregos, claro, nos consideram bárbaros juntamente com os imundos oscos. Te proíbo de ser alguma vez atendido por um deles. | ” |

- Uma "História de Roma", com a qual ensinou seu filho a ler.
- "Carmen de moribus" ("Poema da Moral"), aparentemente em prosa, apesar do título.[47]
- Uma coleção de ensaios, alguns dos quais traduzidos depois para grego.

As coleções de provérbios que sobreviveram até nossos dias e conhecidas como "Ditos de Catão" ("Monosticha Catonis"), escritas em versos hexâmeros, são provavelmente do século IV a.C. e, portanto, não foram escritas por Catão, o Velho, apesar da atribuição tradicional.